# Conselleria
Es denomina conselleria (en basc saila, en castellà consejería, en gallec consellería) cadascuna de les carteres en què es divideixen els governs de les comunitats autònomes d'Espanya.
Es tracta de l'equivalent als ministeris en el repartiment per funcions dels òrgans de govern estatals. La capçalera d'una conselleria és regida per un responsable màxim, que es coneix com a conseller. Així mateix, la dependència o seu de cada conselleria rep la mateixa denominació.

En el cas de Catalunya, Aragó, Navarra i País Basc es denominen departaments.